# Hochrein Lajos
Hochrein Lajos (Miháld, 1852. április 27. – Nagybajom, 1909. október 4.) kántortanító.

## Családja
Hochrein Ferenc iskolamester és Homan (Hochman) Margit fiaként született. Atyja, nagyatyja szintén tanítók voltak, tanító a fia is, ifj. Hochrein Lajos, budapesti gyógypedagógiai tanár. Felesége Rudman Mária volt.

## Életútja
1852. április 28-án keresztelték. 33 és fél évig működött mint tanító, ebből 32 és fél évet Nagybajomban töltött. Mint érettségizett ember került Vámosra tanítónak és az 1877. év tavaszán Pécsett képesítőzött. Halálát szívbillentyű tágulás okozta. Temetése óriási részvét mellett ment végbe. Tanítványai virágokkal halmozták el koporsóját és a sírnál tanítótársai nevében Fekete István református tanító mondott gyászbeszédet.